# Horehound
Horehound è il primo album del gruppo alternative rock e blues rock americano The Dead Weather, pubblicato nel luglio del 2009.
Lo stile dell'album si aggira intorno ad un rock duro e cupo, improntato su un hard-blues particolare dai risvolti ipnotici.

## Tracce
1. 60 Feet Tall'
2. Hang You From The Heavens
3. I Cut Like A Buffalo
4. So Far From Your Weapon
5. Treat Me Like Your Mother
6. Rocking Horse
7. New Pony
8. Bone House
9. 3 Birds
10. No Hassle Night
11. Will There Be Enough Water?

## Formazione
- Alison Mosshart - voce, chitarra
- Dean Fertita - chitarra, tastiere
- Jack Lawrence - basso
- Jack White - batteria